# Franz Konrad von Rodt
Franz Konrad Kasimir Ignaz von Rodt (ur. 10 marca 1706 w Meersburgu, zm. w październiku 1775 tamże) – niemiecki duchowny katolicki, kardynał, biskup Konstancji.

## Życiorys
Pochodził z arystokratycznego rodu. Święcenia kapłańskie przyjął 14 kwietnia 1737. 9 listopada 1750 został wybrany biskupem Konstancji, którym pozostał już do śmierci. 22 lipca 1756 Benedykt XIV wyniósł go do godności kardynalskiej z tytułem prezbitera Santa Maria del Popolo.
Wziął udział w konklawe na którym wybrano Klemensa XIII. Nie brał udziału w konklawe wybierających Klemensa XIV i Piusa VI.